# Song Dan
Song Dan (chinesisch 宋 丹; * 5. Juli 1990 in Wenjiang, Provinz Sichuan) ist eine chinesische Speerwerferin und Olympiateilnehmerin. Bei einer Größe von 1,73 m hat sie ein Wettkampfgewicht von 75 kg.

## Karriere
Im Alter von 12 Jahren besuchte sie die Athletenschule der Provinz Sichuan. Seitdem befindet sie sich auch im dortigen Provinzteam. Erste Erfolge erzielte sie 2006 und 2007, als sie bei den nationalen Meisterschaften im Speerwurf jeweils einen Medaillenrang belegte. Im Jahr 2007 gewann sie zunächst bei den National Intercity Games Gold. Ihren ersten internationalen Titel gewann sie im selben Jahr bei einem chinesisch-japanisch-koreanischen Wettbewerb.
Sie nahm 2008 an den Olympischen Spielen teil, wo sie mit einer Weite von 54,32 m das Finale jedoch nicht erreichte. Ihre persönliche Bestleistung stellte sie im März 2008 auf, als sie in Chengdu eine Weite von 60,68 Metern erzielte.